# Wada Ryo
Ryo Wada (sinh ngày 5 tháng 7 năm 1995) là một cầu thủ bóng đá người Nhật Bản.

## Sự nghiệp câu lạc bộ
Ryo Wada đã từng chơi cho FC Ryukyu.